# Journal infirme
 (octobre 2023).
Si vous disposez d'ouvrages ou d'articles de référence ou si vous connaissez des sites web de qualité traitant du thème abordé ici, merci de compléter l'article en donnant les références utiles à sa vérifiabilité et en les liant à la section « Notes et références ».
Journal infirme est le premier album du groupe rock français Triumviro. Il retrace les aventures amoureuses d'un personnage sous la forme d'un concept album.

## Liste des chansons
1. Ce soir
2. la fille de l'Email
3. Derrick Taxi
4. Et puis sans doute
5. Le chien Andalou
6. En rêve je suis un autre homme
7. Coma
8. Une autre nuit à l'Hotel
9. ils n'entendent pas
10. Quand je sors de mon lit
11. Avec toi tout va mieux
12. Sur le zinc
13. Mes mots d'amour sonnent faux